# ワーナー・エアハード
ワーナー・ハンス・エアハード（1935年9月5日:7 - 、ジョン・ポール・ローゼンバーグ生まれ、自己啓発セミナーのエアハード式セミナートレーニング（略称：est、エスト、後ランドマーク・フォーラム）創設で知られているアメリカの講師、企業家、著作家。1984年-1971年にエアハード式セミナートレーニングを運営し:xiv、自己改善について書き、講義した。
1977年、エアハードは、ジョン・デンバー、ロバート・W・フラーなどの支援を受けて、国連の認定を受けたNGOである飢餓プロジェクトを設立。同プロジェクトには400万人以上の人々が参加し、「時が来たアイデアとして飢えの終わり」を確立する目標を掲げた。 

## ワーナー・エアハード・アンド・アソシエイツ（1981–1991）および「ランドマーク・フォーラム」
1980年代に、エアハードはランドマーク・フォーラムと呼ばれる自己啓発セミナーの新しいプログラムを作成し、1985年1月に始めた。またその期間中に、衛星を介して放送される一連のセミナーを開発し、発表した。これには、創造性、パフォーマンス、お金などのトピックに関する科学、経済、スポーツ、芸術の現代思想家とのインタビューが含まれている。インタビューは、特定の見解を提示するのではなく、仕事のソースでのコミットメント、ビジョン、および影響を調査するように設計された。この多様なシリーズでインタビューされた人々の中には、マイク・ウォレス、ミルトン・フリードマン、アリス・カハナ、ロバート・ライヒ、カリーム・アブドゥル・ジャバー、ダニエル・イノウエが含まれている。